# 栄 (新座市)
栄（さかえ）は、埼玉県新座市の町名。現行行政地名は栄一丁目から五丁目。郵便番号は352-0014。

## 地理
埼玉県新座市南部に位置する。南を東京都練馬区大泉学園町と接する。かつては雑木林などが生えているだけであったため、斜めに東京都との境界が走っている。そのため埼玉県の住宅と東京都との住宅が隣接している例としても取り上げられることが多い。大泉学園と区画が一体化した住宅地となっている。西側の妙音沢付近のみ自然が残る。
地区内に「栄一条通り」から「栄八条通り」という通りが存在するが、北海道の都市に見られる「条・丁目」方式の区域分けが採用されているわけではない。

## 歴史
- 1971年（昭和46年）12月1日 - 住居表示の実施に伴ない、[4]大字片山の一部から栄一丁目〜五丁目が成立[5]。

## 世帯数と人口
2017年（平成29年）1月1日現在の世帯数と人口は以下の通りである。
| 丁目     | 世帯数    | 人口    |
| -------- | --------- | ------- |
| 栄一丁目 | 433世帯   | 963人   |
| 栄二丁目 | 842世帯   | 2,015人 |
| 栄三丁目 | 903世帯   | 1,920人 |
| 栄四丁目 | 969世帯   | 1,893人 |
| 栄五丁目 | 1,197世帯 | 2,579人 |
| 計       | 4,344世帯 | 9,370人 |

## 小・中学校の学区
市立小・中学校に通う場合、学区（校区）は以下の通りとなる。
| 丁目     | 番地              | 小学校             | 中学校             |
| -------- | ----------------- | ------------------ | ------------------ |
| 栄一丁目 | 2（11〜23） 3〜10 | 新座市立池田小学校 | 新座市立第三中学校 |
| 栄一丁目 | その他            | 新座市立栄小学校   | 新座市立第三中学校 |
| 栄二丁目 | 1〜5 6（34〜39）  | 新座市立栄小学校   | 新座市立第三中学校 |
| 栄二丁目 | その他            | 新座市立池田小学校 | 新座市立第三中学校 |
| 栄三丁目 | 全域              | 新座市立栄小学校   | 新座市立第三中学校 |
| 栄四丁目 | 全域              | 新座市立栄小学校   | 新座市立第三中学校 |
| 栄五丁目 | 全域              | 新座市立池田小学校 | 新座市立第三中学校 |

## 交通

### 道路
- 市場坂通り
- 大泉学園通り

### 鉄道
- 地内に鉄道は敷設されていない。東武東上線朝霞駅が最寄り駅となっている。また、西武池袋線大泉学園駅とも同程度に距離が近い。

## 施設
- 新座栄郵便局
- 栄保育園
- 栄3児童遊園
- 栄5児童遊園